# Ugaritščina
Ugaritščina je izumrli jezik, ki se je govoril na območju Ugarita, danes Ras Šamra severno od sirskega mesta Latakija. Znana je le v pisani obliki od leta 1928, ko so francoski arheologi odkrili Ugarit. Odkritje je bilo zelo pomembno za preučevalce Stare zaveze, saj jim je pomagalo razjasniti besedila v hebrejščini in razkriti, kako so Judje v tistem času povzemali izraze sosednjih poganskih kultur. 
Odkritje ugaritščine označujejo za »največje antično literarno odkritje od razrešitve egipčanskih hieroglifov in mezopotamskega klinopisa«. Besedila na najdenih glinenih ploščicah vključujejo naslove kot »Legenda o Keretu«, »Ep o Akhatu« (ali »Legenda o Danelu«), »Mit o Baal-Alijanu« in »Baalova smrt«, vsi o kanaanski mitologiji. 
Ugaritščina spada med semitske jezike. Zapisovala se je s posebno obliko klinopisa. Namesto zlogovnega sistema vsebuje 30 znakov za ravno toliko glasov in je tako ena od najstarejših do sedaj odkritih abeced. Sama pisava je na videz sicer podobna akadijski ali asirski pisavi.
Jezik so govorile kanaanske kulture in ponekod izraz »kanaanski« enačijo kar z ugaritščino. Čeprav je podoben kanaanskim jezikom, ga jezikoslovci uvrščajo kot bližnjega sorodnika prajezika, iz katerega so se razvili kanaanski jeziki in se je govoril približno v istem času kot ugaritščina.